# 夏至/五月雨/神経
「夏至/五月雨/神経」は、日本のシンガーソングライター・崎山蒼志の1枚目のシングル。

## 概要
- 「夏至」、「五月雨」は2018年7月18日に、「神経」は同9月12日にそれぞれ配信がスタートした。
- 同9月15日、事務所公式通販サイトにてこの3曲をシングルCDにしたものが販売開始される。
- 同10月5日、地元である静岡県浜松市での同CDの取り扱いが始まる。
- 同12月5日より、さらに全国流通盤としてもリリースされる。
- 一発録りで録音されている[要出典]。

## シングル収録トラック
| 全作詞・作曲・編曲: 崎山蒼志。 |            |          |            |      |
| #                              | タイトル   | 作詞     | 作曲・編曲 | 時間 |
| 1.                             | 「夏至」   | 崎山蒼志 | 崎山蒼志   | 3:41 |
| 2.                             | 「五月雨」 | 崎山蒼志 | 崎山蒼志   | 4:11 |
| 3.                             | 「神経」   | 崎山蒼志 | 崎山蒼志   | 3:31 |
| 合計時間:                      | 合計時間:  | 11:22    |            |      |